# Bengt Kiene

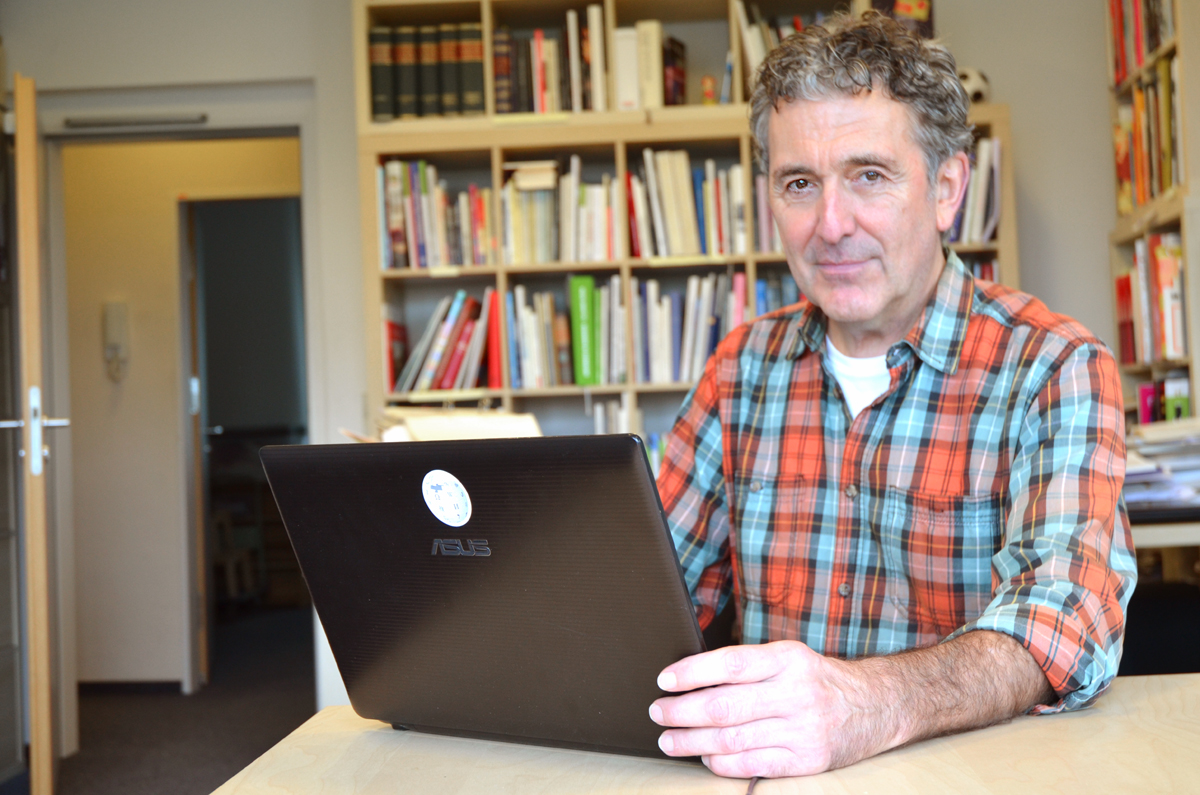
Bengt Kiene im Oktober 2017 im Wikipedia-Büro Hannover

Bengt Kiene (* 1955) ist ein Kabarettist, Chansonnier in der Stimmlage Bariton, Theater- und Fernsehschauspieler sowie Regisseur. Er lebt und arbeitet unter anderem in Berlin.

## Leben
Nach seinem Schulabschluss durchlief Bengt Kiene in Alfeld (Leine) zunächst eine Lehre als Sparkassenkaufmann, bevor er in Hannover Sozialpädagogik studierte, später auch Psychologie in Braunschweig sowie in Konstanz.
Während er in den Jahren von 1987 bis 1990 privaten Schauspielunterricht bei Willi Schlüter nahm und parallel dazu seine  Gesangsausbildung bei Matthias Gerchen durchlief, trat er als Gründungsmitglied bereits in dem hannoverschen Szene-Musikkabarett Hammer & Harfe auf, als er 1989 im Theater der Jugend die Schauspielerin Dagmar Dreke kennenlernte. Die beiden gründeten gemeinsam mit dem Pianisten und Komponisten Holger Kirleis die Künstlerkooperative Hebebühne, zu der bald auch der Lyriker und Rezitator Oskar Ansull und andere hinzustießen.
Nachdem Bengt Kiene bereits zur Weltausstellung Expo 2000 gemeinsam mit Holger Kirleis mit Chansons in der Veranstaltungsreihe Kulturkaleidoskop Hannover aufgetreten war, trat er ab dem Folgejahr 2001 als politischer Musikkabarettist mit eigenen Soloprogrammen auf.
Neben Verpflichtungen beispielsweise im Klecks-Theater unter Harald Schandry und Auftritten beispielsweise im Kulturzentrum Pavillon wirkte Kiene bei und in Produktionen wie „Crunchy Xmas - Weihnachten für Randgruppen“, „Sentimental Journey“ und „Mit dem Rücken an der Wand“ und schuf als politische Musik-Kabaretts beispielsweise die „Deutschland-Trilogie“ mit Titeln wie „Alles bleibt besser! - eine Hartzreise“, „Mittenrein!“ und „Das Krisenfest“.
Im Pressehof fand sich folgendes Urteil über Bengt Kiene:

„Sein Geheimnis ist die gelungene Mischung aus Musik und Text, aus Komik und Melancholie, aus Theater und politischem Kabarett, nie nur gefällig und immer eine emotionale Achterbahnfahrt. Unterstützt wird er dabei musikalisch von Achim Kück, der die Texte von Kiene gekonnt vertont und arrangiert.“

Neben Auftritten auf etablierten Bühnen äußerte sich Kiene auch öffentlich politisch, so beispielsweise während der Gedenkveranstaltung zum 80. Jahrestag der Bücherverbrennung in Hannover am 10. Mai 2013.

## Auszeichnungen
- 2001 spielte Bengt Kiene unter der Regie von Nils Loof den Schwenk in dem Kurzfilm Wahlverwandtschaften, der 2002 mit dem Deutschen Kurzfilmpreis ausgezeichnet wurde.[2]

## Tonträger
- Bengt Kiene (voc.), Achim Kück (Klavier): Nachtschweiss, Compact Disc mit Beiheft, Aufnahme im Jahr 2000 im Auftrag der Hebebühne Hannover, Roxxon Records & Tapes (LC 07970) Hebe 51, Hannover: ABC-Roxxon-Tonstudio, [2001]
- Das 7. Orchester zur See & Bengt Kiene – live in Las Vegas, CD mit Beiheft, Aufnahme von der Bühne Junges Theater „Las Vegas“ am 24. Oktober 2002 im Auftrag der Hebebühne Hannover, Hannover: ABC-Roxxon-Tonstudio, 2005, Roxxon Records & Tapes, Hebe 41